# الاحتجاجات الأرمينية 2020-21
تُعد الاحتجاجات الأرمنية 2020-2021 (المعروفة أيضًا باسم مسيرة الكرامة؛ بالأرمينية: Արժանապատվության երթ) سلسلةً من الاحتجاجات المستمرة التي بدأت في أعقاب اتفاقية وقف إطلاق النار في مرتفعات قره باغ في 10 نوفمبر 2020. بعد إعلان رئيس الوزراء نيكول باشينيان توقيعه اتفاقًا يتنازل بموجبه عن الأراضي التي يحتلها الأرمن في أذربيجان لإنهاء ستة أسابيع من الاقتتال في منطقة مرتفعات قره باغ، نزل الآلاف إلى الشوارع واقتحم المئات مبنى البرلمان في العاصمة يريفان. استمرت الاحتجاجات طوال شهر نوفمبر، مع انطلاق مظاهرات في يريفان ومدن أخرى للمطالبة باستقالة نيكول باشينيان.
قاد الاحتجاجات ائتلاف من 17 حزبًا معارضًا أطلق على نفسه اسم حركة إنقاذ الوطن، من بينها الحزب الجمهوري: الحزب الحاكم السابق، وحزب أرمينيا المزدهرة: أكبر حزب معارض في البرلمان، والاتحاد الثوري الأرمني (حزب الطاشناق). أعلن التحالف في 3 ديسمبر ترشيح رئيس الوزراء السابق فازجين مانوكيان لقيادة حكومة مؤقتة. إلى جانب أحزاب المعارضة السبعة عشر، دعت شخصيات عامة عديدة رئيس الوزراء باشينيان إلى الاستقالة، بمن فيهم الرئيس الحالي لأرمينيا أرمين سركيسيان، والرئيس السابق ليفون تير بيتروسيان؛ كاثوليكيان تابعان للكنيسة الرسولية الأرمنية وكاثوليكوسيها كاركين الثاني وآرام الأول، وزعيم ثالث أكبر حزب في البرلمان إدمون ماروكيان (الذي أعلن ترشحه لمنصب رئيس الوزراء)، إضافةً إلى العديد من حكام المناطق ورؤساء البلديات.
شهدت بداية شهر ديسمبر رفع الحظر على التجمعات والإضرابات المنصوص عليها في الأحكام العرفية في سبتمبر. ظهرت في 22 ديسمبر دعوات لإضراب عام، ما أعاد تنشيط الاحتجاجات.

## الخلفية
في فترة حرب مرتفعات قره باغ عام 2020، التي بدأت في 27 سبتمبر 2020، سيطرت القوات الأذربيجانية على العديد من المستوطنات، بما فيها مدينة شوشا ذات الأهمية الاستراتيجية بعد معركة استمرت ثلاثة أيام. انتهت الحرب بانتصار أذربيجاني في 9 نوفمبر، وتم توقيع اتفاقية وقف إطلاق النار بين الطرفين وروسيا، إذ تضمنت الاتفاقية بقاء القوات الأرمنية والأذربيجانية في مواقعها حتى تعيد أرمينيا الأراضي التي احتلتها حول مرتفعات قره باغ (مقاطعات كلبجر وأقدام ولاتشين باستثناء ممر لاتشين) إلى أذربيجان، إضافةً إلى احتفاظ أذربيجان بجميع الأراضي المكتسبة خلال الحرب، ونشر نحو 2000 جندي حفظ سلام روسي في الأراضي المتبقية. بينما بدأت الاحتفالات بالاتفاقية على نطاق واسع في أذربيجان، نُظر إليها على أنها هزيمة كارثية في أرمينيا، وسرعان ما نزل الأرمن إلى الشوارع. وصف المتظاهرون رئيس الوزراء باشينيان بأنه «خائن» وطالبوه بالتنحي وإلغاء اتفاقية السلام واستئناف الحرب.

## الاحتجاجات

### 10 نوفمبر
مع اندلاع الاحتجاجات في 10 نوفمبر، بدأت المعارك عندما حاول المتظاهرون الوصول إلى المنصة للتحدث، لكن أحبطت مساعيهم مع الصراخ عليهم، ورمي بعض الزجاجات. استولى المتظاهرون على مبنى البرلمان من طريق كسر باب حديدي، وسحبوا رئيس الجمعية الوطنية الأرمينية أرارات ميرزويان من سيارته، مطالبين بمعرفة مكان باشينيان، وضربوه ليُنقل بعدها إلى المستشفى، حيث أجريت له عملية جراحية، وقيل إنه في حالة جيدة.
قالت ابنة رئيس الوزراء مريم باشينيان على صفحتها على فيسبوك إن المتظاهرين دخلوا غرفة شقيقاتها الصغيرات. نوهت وكالة الأنباء الفرنسية بتقصير قوات الشرطة التي كانت حاضرة، إذ لم تبذل الجهود الكافية لمنع الفوضى وتجول الناس في أروقة المبنى الحكومي، حيث فُتحت الأبواب وألقيت محتويات المكاتب.

### 11 نوفمبر
حاولت مجموعة مكونة من نحو 40 شخصًا في قرابة الساعة 4:00 فجرًا اقتحام مكتب يريفان التابع لمحطة أزاتوتيون الأرمينية التابعة لإذاعة أوروبا الحرة/راديو ليبرتي (آر إف إي/آر إل). قال المنتج التنفيذي أرتاك هامباردزوميان إن المجموعة صرخت في البداية في مكاتب أزاتوتيون، واصفة موظفيها بأنهم «الأتراك» والخونة، وطالبت الصحفيين بمغادرة البلاد. عمد المهاجمون إلى ركل باب المكتب ولكمه، وحاولوا دون جدوى اقتحام و «أخذ الحاسوب الخادم في أزاتوتيون». نهب المتظاهرون مكتب مؤسسة المجتمع المفتوح في وسط مدينة يريفان، وفي اليوم نفسه، اعتُقل ستة أشخاص للاشتباه في تنظيمهم أعمال شغب جماعية، والدعوة إلى الاستيلاء على السلطة وإسقاط النظام الدستوري.
حث مكتب المدعي العام الأرميني المواطنين على الامتناع عن تنظيم التجمعات أو عقدها أو المشاركة فيها، بينما اندلعت الاشتباكات بين المتظاهرين الذين هتفوا «نيكول خائن!»، وقوات الأمن الأرمينية في ساحة الحرية في يريفان، حيث أصيب ثلاثة من ضباط إنفاذ القانون. انتقل المتظاهرون بعدها إلى مبنى الحكومة الأرمينية. أعلنت المعارضة الأرمينية تشكيل لجنة الإنقاذ الوطني ردًا على الاعتقالات. انتهت الاحتجاجات في وقت متأخر من الليل.

### 12 نوفمبر
تجمعت مجموعة صغيرة من المحتجين في منتصف النهار داخل معهد ماتنادران ميسروب ماشتوتس للمخطوطات القديمة وفي مسرح أوبرا يريفان، مطالبين بالإفراج عن السجناء السياسيين واستقالة باشينيان. نظم بعدها حزب المعارضة ساسنا تسرير مسيرة في ساحة الحرية في يريفان. عمدت الشرطة الأرمينية، بعد أن سحبت قوات إضافية إلى المنطقة، إلى تفريق التجمع واعتقال المشاركين فيه.

### 13 نوفمبر
نظم 17 حزبًا من أحزاب المعارضة مسيرة في يريفان على مدار اليوم للمطالبة باستقالة باشينيان. نعى المتظاهرون الأرمن الذين سقطوا في الأحداث عبر إشعال الشموع.

### 18 نوفمبر
اندلعت المزيد من الاحتجاجات بالقرب من مبنى الجمعية الوطنية في أرمينيا، للمطالبة باستقالة باشينيان، إلى جانب مقاطعة البرلمان المعارض جلسة الجمعية الوطنية.

### 19 نوفمبر
اندلعت المزيد من الاحتجاجات في يريفان، حيث أغلق معارضو باشينيان الشوارع. عمدت قوات الشرطة، في محاولة منها لإعادة حركة المرور، إلى دفع المتظاهرين نحو الرصيف.

### 20 نوفمبر
شهدت يريفان احتجاجات إضافية، إذ أغلق المتظاهرون المعارضون لباشينيان شارعي باغراميان وتيغران ميتس. تدخلت وحدات الشرطة، وكذلك الشرطة العسكرية، واعتقلت عشرات النشطاء. وردت أنباء عن تصاعد الاحتجاجات في شوارع أخرى بالمدينة، بالتزامن مع تصاعد وحشية الشرطة. أغلق المتظاهرون الذين طالبوا باستقالة باشينيان في مدينة غيومري الشوارع أيضًا.

### 26 نوفمبر
اندلعت الاحتجاجات في ايجوان للمطالبة باستقالة باشينيان.

### 3 ديسمبر
اندلعت الاحتجاجات في يريفان ضد وقف إطلاق النار في حرب مرتفعات قره باغ عام 2020 والحكومة. تمثلت مطالبهم في انتخابات برلمانية جديدة وتشكيل حكومة جديدة وتنازل الطرف الأذربيجاني عن مرتفعات قره باغ. أعلنت أحزاب المعارضة السبعة عشر في أرمينيا، التي نظمت احتجاجات للمطالبة باستقالة رئيس الوزراء نيكول باشينيان، ترشيح فازجين مانوكيان، أول رئيس وزراء لأرمينيا، لقيادة حكومة «الوفاق الوطني» المقترحة. اشتبكت الشرطة مع المتظاهرين ثم اعتقلت عددًا منهم. شهدت الاحتجاجات مشاركة مئات الأفراد.

### 5 ديسمبر
خرجت احتجاجات حاشدة تطالب باستقالة الحكومة في سائر أنحاء البلاد ورددت هتافات ضد رئيس الوزراء. شهدت الاحتجاجات المناهضة للنظام حضور الآلاف الذين صفقوا في شوارع العديد من المدن في جميع أنحاء البلاد. سار المتظاهرون إلى مقر إقامة رئيس الوزراء. ألقى مرشح المعارضة لرئاسة الوزراء فازجين مانوكيان خطابًا أصدر فيه إنذارًا إلى رئيس الوزراء باشينيان لاستقالة بحلول 8 ديسمبر، وحذره من أن «الشعب الغاضب سيمزقه» إذا لم يترك منصبه طواعيةً.

### 8 ديسمبر
استؤنفت الاحتجاجات في أرمينيا بعد تجاهل رئيس الوزراء باشينيان إنذار المعارضة بالاستقالة. شارك المئات في المظاهرات في يريفان، ونظم أنصار المعارضة احتجاجات وتجمعات مناهضة للحكومة في مدن أخرى. ونظمت المعارضة عصيانًا مدنيًا وأغلقت الشوارع في يريفان.